# Micrathetis dasaradella
Micrathetis dasaradella là một loài bướm đêm trong họ Noctuidae.